# Ich zwing dich zu leben
Ich zwing dich zu leben ist ein Film der DEFA von Ralf Kirsten aus dem Jahr 1978 nach der Erzählung „Gambit“ von Karl Sewart aus dem Jahr 1972.

## Handlung
Auf dem Hof der Schule eines kleinen erzgebirgischen Dorfes werden mehrere Schüler zum freiwilligen Einsatz in den Reihen der SS, als letztes Aufgebot gegen die herannahende Rote Armee, verabschiedet. Mit dabei ist Wolfgang, der 15-jährige Sohn des Lehrers Grübler, während dessen Vater im Klassenzimmer das Geschehen mit anhören muss. Der Junge, im faschistischen Deutschland aufgewachsen, möchte noch im Frühjahr 1945 in fanatischer Verblendung zu einem militärischen Abenteuer kommen, meldet sich freiwillig, demonstriert die ihm anerzogene trotzige Nibelungentreue. Entsetzen erfüllt den Vater. Gewiss, er hat den faschistischen Machthabern freiwillig-unfreiwillig seine Dienste angetragen, sich in stille Opposition geflüchtet, aber nun berührt ihn eine tödliche Gefahr ganz unmittelbar. Den eigenen Sohn möchte er, da der Krieg nur noch eine Sache von Tagen ist, nicht mehr auf dem Altar wahnsinniger Durchhaltefanatiker geopfert sehen.
Vater Grübler sieht keine andere Möglichkeit seinen Sohn zu retten, als ihn in der Nacht vor seinem Einsatz zu fesseln und weit entfernt in den Wald zu entführen. Ein Zweikampf wird ausgefochten. Der Junge, ein Kind noch, hasst seinen Vater tödlich, nicht nur, weil er in ihm einen „Versager“ sieht, sondern einen Menschen, der ihn plötzlich mit Gewalt daran hindert, seinen „Idealen“ zu leben, dem, was er an mythischem Blut-und-Boden-Ritual aufgenommen hat. Nun sitzen sie in einem Erdloch – Vater und Sohn, sich seit Tagen argwöhnisch belauernd und mit sehr gegensätzlichen Absichten und Hoffnungen auf eine Zukunft, von der sie beide keine Vorstellung haben.
Der Fähnleinführer Wulf organisiert die Suche nach seinem Freund Wolfgang und dessen Vater. Die beiden bekommen das mit, und Wolfgang der seine Befreiung nahen sieht, gibt sich lautstark zu erkennen. Dadurch entdeckt, ist sein Vater aber gewillt von ihm abzulenken und lenkt die Hitlerjungen auf eine falsche Spur. Wulf, der von dem vor den Russen fliehenden Direktor der Schule noch ein Jagdgewehr geschenkt bekommen hat, erschießt damit Wolfgangs Vater. Die Rote Armee ist schon in Sichtweite.

## Produktion
Ich zwing dich zu leben wurde von der Künstlerischen Arbeitsgruppe „Babelsberg“ unter dem Arbeitstitel „Gambit“ auf ORWO-Color gedreht und hatte am 20. April 1978 im Berliner Kino Kosmos Premiere. Die Erstausstrahlung im 1. Programm des Fernsehen der DDR erfolgte am 8. Mai 1980.

## Kritik
Im Neuen Deutschland findet Horst Knietzsch, dass Ralf Kirsten mit diesem Film in mehrfacher Hinsicht Mut zur konsequenten psychologischen Aufbereitung des Stoffes, zum sparsamen Einsatz von Musik nach dramaturgischen Gesichtspunkten oder nur zur Stützung von Emotionen; Vertrauen in die Aussagekraft der Bilder, der Möglichkeiten der Kamera bewiesen hat. Da ist manches, was den Zuschauer formal zu provozieren vermag, da ist vieles, was des Bedenkens und des Nachdenkens wert ist.
Günter Sobe schrieb in der Berliner Zeitung, dass diese Geschichte gleichnishaft einen Konflikt verdeutlichen will, dem sich von Mai 1945 an Millionen zu stellen hatten. Man war millionenfach in die Irre gerannt, millionenfach war nun das Umdenken zu lernen. — Ein Stoff, der viele angeht also.
In der Neuen Zeit bemerkt H. U. nach der Premiere, dass Rolf Ludwig mit der lebensechten Verkörperung dieser Figur, seinen bedeutenden Filmrollen eine weitere hinzugefügt hat. Präzise Charakteristik: die Unbeholfenheit dieses Mannes, die Berufseigentümlichkeiten, die rührenden Versuche, das Verhältnis zu seinem ihm entglittenen Sohn wieder neu zu begründen, das schlechte Gewissen und das Ausbrechen in eine geradezu starrsinnige Entschlossenheit, die seinem Wesen gar nicht entspricht.
Das Lexikon des internationalen Films bezeichnete den Film als kammerspielhaften, dichten und schauspielerisch bemerkenswerten Film, der am Beispiel einer zugespitzten Situation zur Auseinandersetzung mit dem Faschismus und falschen Heldenbildern anregen will.